# Stanislav Novák
Stanislav Novák (* 13. November 1890 in Rychnov nad Kněžnou; † 20. Juni 1945 in Prag) war ein tschechischer Geiger.
Novák war seit seiner Studienzeit am Prager Konservatorium mit dem Komponisten Bohuslav Martinů befreundet und setzte sich intensiv für die Verbreitung von dessen Werk in der Tschechoslowakei ein. Er war seit 1916 Mitglied und von 1917 bis 1936 Konzertmeister der Tschechischen Philharmonie. Von 1936 bis 1945 war er zudem Mitglied des Ensembles České trio (Tschechisches Trio). Während der deutschen Besatzung wurde er gezwungen, sich von seiner jüdischen Frau und seinen Kindern zu trennen, die in Auschwitz ermordet wurden.